# Giro di Lombardia 2019
Giro di Lombardia 2019, znany również jako Il Lombardia 2019 – 113. edycja wyścigu kolarskiego Giro di Lombardia, która odbyła się 12 października 2019 na liczącej 243 kilometry trasie biegnącej z Bergamo do Como. Impreza kategorii 1.UWT była częścią UCI World Tour 2021.

## Uczestnicy

### Drużyny
| WorldTeams (18)- AG2R La Mondiale - Astana - Bahrain-Merida - Bora-hansgrohe - CCC Team - Deceuninck-Quick Step - Dimension Data - EF Education First - Groupama-FDJ - Team Jumbo-Visma - Lotto Soudal - Mitchelton-Scott - Movistar Team - Katusha-Alpecin - Ineos - Team Sunweb - Trek-Segafredo - UAE Team Emirates Professional continental teams (7)- Androni Giocattoli-Sidermec - Bardiani CSF - Cofidis, Solutions Crédits - Gazprom-RusVelo - Israel Cycling Academy - Neri Sottoli-Selle Italia-KTM - Vital Concept-B&B Hotels |
| |

### Lista startowa
| AG2R La Mondiale ALM | AG2R La Mondiale ALM  | AG2R La Mondiale ALM |
| -------------------- | --------------------- | -------------------- |
| Nr                   | Kolarz                | Miejsce              |
| 1                    | Pierre Latour (FRA)   | 9.                   |
| 2                    | Mikaël Cherel (FRA)   | DNF                  |
| 3                    | Axel Domont (FRA)     | 106.                 |
| 4                    | Mathias Frank (SUI)   | 21.                  |
| 5                    | Ben Gastauer (LUX)    | DNF                  |
| 6                    | Jaakko Hänninen (FIN) | DNF                  |
| 7                    | Larry Warbasse (USA)  | 30.                  |

| Androni Giocattoli-Sidermec ANS | Androni Giocattoli-Sidermec ANS | Androni Giocattoli-Sidermec ANS |
| ------------------------------- | ------------------------------- | ------------------------------- |
| Nr                              | Kolarz                          | Miejsce                         |
| 11                              | Fausto Masnada (ITA)            | 89.                             |
| 12                              | Marco Frapporti (ITA)           | DNF                             |
| 13                              | Miguel Flórez López (COL)       | 88.                             |
| 14                              | Kevin Rivera (CRC)              | DNF                             |
| 15                              | Daniel Muñoz (COL)              | DNF                             |
| 16                              | Josip Rumac (CRO)               | 98.                             |
| 17                              | Andrea Vendrame (ITA)           | DNF                             |

| Astana AST | Astana AST             | Astana AST |
| ---------- | ---------------------- | ---------- |
| Nr         | Kolarz                 | Miejsce    |
| 21         | Jakob Fuglsang (DEN)   | 4.         |
| 22         | Davide Ballerini (ITA) | DNF        |
| 23         | Dario Cataldo (ITA)    | 61.        |
| 24         | Hugo Houle (CAN)       | DNF        |
| 25         | Ion Izagirre (ESP)     | DNF        |
| 26         | Gorka Izagirre (ESP)   | 16.        |
| 27         | Davide Villella (ITA)  | 28.        |

| Bahrain-Merida TBM | Bahrain-Merida TBM        | Bahrain-Merida TBM |
| ------------------ | ------------------------- | ------------------ |
| Nr                 | Kolarz                    | Miejsce            |
| 31                 | Vincenzo Nibali (ITA)     | 55.                |
| 32                 | Damiano Caruso (ITA)      | 59.                |
| 33                 | Andrea Garosio (ITA)      | 69.                |
| 34                 | Antonio Nibali (ITA)      | DNF                |
| 35                 | Domen Novak (SLO)         | DNF                |
| 36                 | Hermann Pernsteiner (AUT) | 49.                |
| 37                 | Dylan Teuns (BEL)         | DNF                |

| Bardiani CSF BRD | Bardiani CSF BRD       | Bardiani CSF BRD |
| ---------------- | ---------------------- | ---------------- |
| Nr               | Kolarz                 | Miejsce          |
| 41               | Enrico Barbin (ITA)    | DNF              |
| 42               | Giovanni Carboni (ITA) | 64.              |
| 43               | Luca Covili (ITA)      | 101.             |
| 44               | Umberto Orsini (ITA)   | 103.             |
| 45               | Francesco Romano (ITA) | DNF              |
| 46               | Lorenzo Rota (ITA)     | 63.              |
| 47               | Daniel Savini (ITA)    | DNF              |

| Bora-Hansgrohe BOH | Bora-Hansgrohe BOH                  | Bora-Hansgrohe BOH |
| ------------------ | ----------------------------------- | ------------------ |
| Nr                 | Kolarz                              | Miejsce            |
| 51                 | Davide Formolo (ITA) (szosa)        | 23.                |
| 52                 | Cesare Benedetti (ITA)              | 58.                |
| 53                 | Emanuel Buchmann (GER)              | 8.                 |
| 54                 | Patrick Konrad (AUT) (szosa)        | 74.                |
| 55                 | Rafał Majka (POL)                   | 12.                |
| 56                 | Gregor Mühlberger (AUT)             | DNF                |
| 57                 | Maximilian Schachmann (GER) (szosa) | 73.                |

| CCC Team CCC | CCC Team CCC             | CCC Team CCC |
| ------------ | ------------------------ | ------------ |
| Nr           | Kolarz                   | Miejsce      |
| 61           | Víctor de la Parte (ESP) | 47.          |
| 62           | Simon Geschke (GER)      | 84.          |
| 63           | Łukasz Owsian (POL)      | DNF          |
| 64           | Serge Pauwels (BEL)      | 85.          |
| 65           | Joseph Rosskopf (USA)    | 92.          |
| 66           | Laurens ten Dam (NED)    | 94.          |
| 67           | Riccardo Zoidl (AUT)     | 82.          |

| Cofidis, Solutions Crédits COF | Cofidis, Solutions Crédits COF | Cofidis, Solutions Crédits COF |
| ------------------------------ | ------------------------------ | ------------------------------ |
| Nr                             | Kolarz                         | Miejsce                        |
| 71                             | Nicolas Edet (FRA)             | 81.                            |
| 72                             | Natnael Berhane (ERI) (szosa)  | DNF                            |
| 73                             | Jesper Hansen (DEN)            | 75.                            |
| 74                             | José Herrada (ESP)             | 93.                            |
| 75                             | Luis Ángel Maté (ESP)          | DNF                            |
| 76                             | Anthony Perez (FRA)            | 57.                            |
| 77                             | Stéphane Rossetto (FRA)        | 44.                            |

| Deceuninck-Quick Step DQT | Deceuninck-Quick Step DQT | Deceuninck-Quick Step DQT |
| ------------------------- | ------------------------- | ------------------------- |
| Nr                        | Kolarz                    | Miejsce                   |
| 81                        | Philippe Gilbert (BEL)    | 54.                       |
| 82                        | Eros Capecchi (ITA)       | 83.                       |
| 83                        | Rémi Cavagna (FRA)        | 102.                      |
| 84                        | Bob Jungels (LUX) (szosa) | 52.                       |
| 85                        | James Knox (GBR)          | DNF                       |
| 86                        | Enric Mas (ESP)           | 13.                       |
| 87                        | Petr Vakoč (CZE)          | DNF                       |

| EF Education First EF1 | EF Education First EF1 | EF Education First EF1 |
| ---------------------- | ---------------------- | ---------------------- |
| Nr                     | Kolarz                 | Miejsce                |
| 91                     | Hugh Carthy (GBR)      | DNF                    |
| 92                     | Sean Bennett (USA)     | DNF                    |
| 93                     | Simon Clarke (AUS)     | 53.                    |
| 94                     | Sergio Higuita (COL)   | 76.                    |
| 95                     | Sep Vanmarcke (BEL)    | 108.                   |
| 96                     | Tanel Kangert (EST)    | 56.                    |
| 97                     | Michael Woods (CAN)    | 5.                     |

| Gazprom-RusVelo GAZ | Gazprom-RusVelo GAZ            | Gazprom-RusVelo GAZ |
| ------------------- | ------------------------------ | ------------------- |
| Nr                  | Kolarz                         | Miejsce             |
| 101                 | Aleksandr Własow (RUS) (szosa) | 107.                |
| 102                 | Nikołaj Czerkasow (RUS)        | 46.                 |
| 103                 | Artiom Nycz (RUS)              | DNF                 |
| 104                 | Piotr Rikunow (RUS)            | DNF                 |
| 105                 | Iwan Rowny (RUS)               | 41.                 |
| 107                 | Jewgienij Szałunow (RUS)       | DNF                 |

| Groupama-FDJ GFC | Groupama-FDJ GFC       | Groupama-FDJ GFC |
| ---------------- | ---------------------- | ---------------- |
| Nr               | Kolarz                 | Miejsce          |
| 111              | David Gaudu (FRA)      | 11.              |
| 112              | William Bonnet (FRA)   | DNF              |
| 113              | Valentin Madouas (FRA) | 97.              |
| 114              | Rudy Molard (FRA)      | 10.              |
| 115              | Steve Morabito (SUI)   | 90.              |
| 116              | Kilian Frankiny (SUI)  | 32.              |
| 117              | Anthony Roux (FRA)     | DNF              |

| Israel Cycling Academy ICA | Israel Cycling Academy ICA | Israel Cycling Academy ICA |
| -------------------------- | -------------------------- | -------------------------- |
| Nr                         | Kolarz                     | Miejsce                    |
| 121                        | Edwin Ávila (COL)          | DNF                        |
| 122                        | Awet Ghebremedhn (ERI)     | 100.                       |
| 123                        | Riccardo Minali (ITA)      | DNF                        |
| 124                        | Nathan Earle (AUS)         | 67.                        |
| 125                        | Omer Goldstein (ISR)       | DNF                        |
| 126                        | Kristian Sbaragli (ITA)    | 39.                        |
| 126                        | Rubén Plaza (ESP)          | DNF                        |

| Lotto-Soudal LTS | Lotto-Soudal LTS         | Lotto-Soudal LTS |
| ---------------- | ------------------------ | ---------------- |
| Nr               | Kolarz                   | Miejsce          |
| 131              | Tim Wellens (BEL)        | 29.              |
| 132              | Sander Armée (BEL)       | DNF              |
| 133              | Tiesj Benoot (BEL)       | 24.              |
| 134              | Tomasz Marczyński (POL)  | 71.              |
| 135              | Rémy Mertz (BEL)         | DNF              |
| 136              | Jelle Vanendert (BEL)    | DNF              |
| 137              | Carl Fredrik Hagen (NOR) | 72.              |

| Mitchelton-Scott MTS | Mitchelton-Scott MTS | Mitchelton-Scott MTS |
| -------------------- | -------------------- | -------------------- |
| Nr                   | Kolarz               | Miejsce              |
| 141                  | Esteban Chaves (COL) | 70.                  |
| 142                  | Tsgabu Grmay (ETH)   | DNF                  |
| 143                  | Jack Haig (AUS)      | 6.                   |
| 144                  | Damien Howson (AUS)  | DNF                  |
| 145                  | Mikel Nieve (ESP)    | 36.                  |
| 146                  | Matteo Trentin (ITA) | DNF                  |
| 147                  | Adam Yates (GBR)     | 15.                  |

| Movistar Team MOV | Movistar Team MOV                | Movistar Team MOV |
| ----------------- | -------------------------------- | ----------------- |
| Nr                | Kolarz                           | Miejsce           |
| 151               | Alejandro Valverde (ESP) (szosa) | 2.                |
| 152               | Carlos Betancur (COL)            | 51.               |
| 153               | Jaime Castrillo (ESP)            | DNF               |
| 154               | Rubén Fernández (ESP)            | 37.               |
| 155               | Mikel Landa (ESP)                | DNF               |
| 156               | Jasha Sütterlin (GER)            | DNF               |
| 157               | Carlos Verona (ESP)              | 68.               |

| Neri Sottoli-Selle Italia-KTM NSK | Neri Sottoli-Selle Italia-KTM NSK | Neri Sottoli-Selle Italia-KTM NSK |
| --------------------------------- | --------------------------------- | --------------------------------- |
| Nr                                | Kolarz                            | Miejsce                           |
| 161                               | Giovanni Visconti (ITA)           | 17.                               |
| 162                               | Francesco Manuel Bongiorno (ITA)  | 80.                               |
| 163                               | Lorenzo Fortunato (ITA)           | 87.                               |
| 164                               | Umberto Marengo (ITA)             | DNF                               |
| 165                               | Sebastian Schönberger (AUT)       | 66.                               |
| 166                               | Simone Velasco (ITA)              | 86.                               |
| 167                               | Edoardo Zardini (ITA)             | DNF                               |

| Dimension Data TDD | Dimension Data TDD            | Dimension Data TDD |
| ------------------ | ----------------------------- | ------------------ |
| Nr                 | Kolarz                        | Miejsce            |
| 171                | Roman Kreuziger (CZE)         | DNF                |
| 172                | Amanuel Ghebreigzabhier (ERI) | 25.                |
| 173                | Louis Meintjes (RSA)          | 99.                |
| 174                | Tom-Jelte Slagter (NED)       | DNF                |
| 175                | Michael Valgren (DEN)         | 40.                |
| 176                | Jacobus Venter (RSA)          | DNF                |
| 177                | Danilo Wyss (SUI)             | 91.                |

| Team Ineos INS | Team Ineos INS             | Team Ineos INS |
| -------------- | -------------------------- | -------------- |
| Nr             | Kolarz                     | Miejsce        |
| 181            | Egan Bernal (COL)          | 3.             |
| 182            | Jonathan Castroviejo (ESP) | DNF            |
| 183            | Iván Sosa (COL)            | 14.            |
| 184            | Tao Geoghegan Hart (GBR)   | 50.            |
| 185            | Gianni Moscon (ITA)        | 19.            |
| 186            | Salvatore Puccio (ITA)     | DNF            |
| 187            | Diego Rosa (ITA)           | DNF            |

| Team Jumbo-Visma TJV | Team Jumbo-Visma TJV    | Team Jumbo-Visma TJV |
| -------------------- | ----------------------- | -------------------- |
| Nr                   | Kolarz                  | Miejsce              |
| 191                  | Primož Roglič (SLO)     | 7.                   |
| 192                  | George Bennett (NZL)    | 35.                  |
| 193                  | Koen Bouwman (NED)      | DNF                  |
| 194                  | Robert Gesink (NED)     | 33.                  |
| 195                  | Steven Kruijswijk (NED) | DNF                  |
| 196                  | Sepp Kuss (USA)         | 34.                  |
| 197                  | Neilson Powless (USA)   | 62.                  |

| Katusha-Alpecin TKA | Katusha-Alpecin TKA    | Katusha-Alpecin TKA |
| ------------------- | ---------------------- | ------------------- |
| Nr                  | Kolarz                 | Miejsce             |
| 201                 | Ilnur Zakarin (RUS)    | DNF                 |
| 202                 | Enrico Battaglin (ITA) | 77.                 |
| 203                 | Steff Cras (BEL)       | 26.                 |
| 204                 | Matteo Fabbro (ITA)    | DNF                 |
| 205                 | José Gonçalves (POR)   | DNF                 |
| 206                 | Pawieł Koczetkow (RUS) | DNF                 |
| 207                 | Daniel Navarro (ESP)   | DNF                 |

| Team Sunweb SUN | Team Sunweb SUN       | Team Sunweb SUN |
| --------------- | --------------------- | --------------- |
| Nr              | Kolarz                | Miejsce         |
| 211             | Wilco Kelderman (NED) | 38.             |
| 212             | Jan Bakelants (BEL)   | 109.            |
| 213             | Chris Hamilton (AUS)  | 48.             |
| 214             | Jai Hindley (AUS)     | 31.             |
| 215             | Marc Hirschi (SUI)    | DNF             |
| 216             | Robert Power (AUS)    | DNF             |
| 217             | Michael Storer (AUS)  | 45.             |

| Trek-Segafredo TFS | Trek-Segafredo TFS         | Trek-Segafredo TFS |
| ------------------ | -------------------------- | ------------------ |
| Nr                 | Kolarz                     | Miejsce            |
| 221                | Bauke Mollema (NED)        | 1.                 |
| 222                | Peter Stetina (USA)        | DNF                |
| 223                | Gianluca Brambilla (ITA)   | 27.                |
| 224                | Giulio Ciccone (ITA)       | 22.                |
| 225                | Niklas Eg (DEN)            | 78.                |
| 226                | Michael Gogl (AUT)         | DNF                |
| 227                | Toms Skujiņš (LAT) (szosa) | 43.                |

| UAE Team Emirates UAD | UAE Team Emirates UAD | UAE Team Emirates UAD |
| --------------------- | --------------------- | --------------------- |
| Nr                    | Kolarz                | Miejsce               |
| 231                   | Diego Ulissi (ITA)    | 60.                   |
| 232                   | Rui Costa (POR)       | DNF                   |
| 233                   | Marco Marcato (ITA)   | 95.                   |
| 234                   | Daniel Martin (IRL)   | 18.                   |
| 235                   | Simone Petilli (ITA)  | 65.                   |
| 236                   | Jan Polanc (SLO)      | 79.                   |
| 237                   | Rory Sutherland (AUS) | 104.                  |

| Vital Concept-B&B Hotels VCB | Vital Concept-B&B Hotels VCB | Vital Concept-B&B Hotels VCB |
| ---------------------------- | ---------------------------- | ---------------------------- |
| Nr                           | Kolarz                       | Miejsce                      |
| 241                          | Pierre Rolland (FRA)         | 20.                          |
| 242                          | Maxime Cam (FRA)             | DNF                          |
| 243                          | Arnaud Courteille (FRA)      | 105.                         |
| 244                          | Cyril Gautier (FRA)          | 42.                          |
| 245                          | Justin Mottier (FRA)         | DNF                          |
| 246                          | Patrick Müller (SUI)         | 96.                          |
| 247                          | Quentin Pacher (FRA)         | DNF                          |

| AG2R La Mondiale ALM | AG2R La Mondiale ALM  | AG2R La Mondiale ALM |
| -------------------- | --------------------- | -------------------- |
| Nr                   | Kolarz                | Miejsce              |
| 1                    | Pierre Latour (FRA)   | 9.                   |
| 2                    | Mikaël Cherel (FRA)   | DNF                  |
| 3                    | Axel Domont (FRA)     | 106.                 |
| 4                    | Mathias Frank (SUI)   | 21.                  |
| 5                    | Ben Gastauer (LUX)    | DNF                  |
| 6                    | Jaakko Hänninen (FIN) | DNF                  |
| 7                    | Larry Warbasse (USA)  | 30.                  |

| Androni Giocattoli-Sidermec ANS | Androni Giocattoli-Sidermec ANS | Androni Giocattoli-Sidermec ANS |
| ------------------------------- | ------------------------------- | ------------------------------- |
| Nr                              | Kolarz                          | Miejsce                         |
| 11                              | Fausto Masnada (ITA)            | 89.                             |
| 12                              | Marco Frapporti (ITA)           | DNF                             |
| 13                              | Miguel Flórez López (COL)       | 88.                             |
| 14                              | Kevin Rivera (CRC)              | DNF                             |
| 15                              | Daniel Muñoz (COL)              | DNF                             |
| 16                              | Josip Rumac (CRO)               | 98.                             |
| 17                              | Andrea Vendrame (ITA)           | DNF                             |

| Astana AST | Astana AST             | Astana AST |
| ---------- | ---------------------- | ---------- |
| Nr         | Kolarz                 | Miejsce    |
| 21         | Jakob Fuglsang (DEN)   | 4.         |
| 22         | Davide Ballerini (ITA) | DNF        |
| 23         | Dario Cataldo (ITA)    | 61.        |
| 24         | Hugo Houle (CAN)       | DNF        |
| 25         | Ion Izagirre (ESP)     | DNF        |
| 26         | Gorka Izagirre (ESP)   | 16.        |
| 27         | Davide Villella (ITA)  | 28.        |

| Bahrain-Merida TBM | Bahrain-Merida TBM        | Bahrain-Merida TBM |
| ------------------ | ------------------------- | ------------------ |
| Nr                 | Kolarz                    | Miejsce            |
| 31                 | Vincenzo Nibali (ITA)     | 55.                |
| 32                 | Damiano Caruso (ITA)      | 59.                |
| 33                 | Andrea Garosio (ITA)      | 69.                |
| 34                 | Antonio Nibali (ITA)      | DNF                |
| 35                 | Domen Novak (SLO)         | DNF                |
| 36                 | Hermann Pernsteiner (AUT) | 49.                |
| 37                 | Dylan Teuns (BEL)         | DNF                |

| Bardiani CSF BRD | Bardiani CSF BRD       | Bardiani CSF BRD |
| ---------------- | ---------------------- | ---------------- |
| Nr               | Kolarz                 | Miejsce          |
| 41               | Enrico Barbin (ITA)    | DNF              |
| 42               | Giovanni Carboni (ITA) | 64.              |
| 43               | Luca Covili (ITA)      | 101.             |
| 44               | Umberto Orsini (ITA)   | 103.             |
| 45               | Francesco Romano (ITA) | DNF              |
| 46               | Lorenzo Rota (ITA)     | 63.              |
| 47               | Daniel Savini (ITA)    | DNF              |

| Bora-Hansgrohe BOH | Bora-Hansgrohe BOH                  | Bora-Hansgrohe BOH |
| ------------------ | ----------------------------------- | ------------------ |
| Nr                 | Kolarz                              | Miejsce            |
| 51                 | Davide Formolo (ITA) (szosa)        | 23.                |
| 52                 | Cesare Benedetti (ITA)              | 58.                |
| 53                 | Emanuel Buchmann (GER)              | 8.                 |
| 54                 | Patrick Konrad (AUT) (szosa)        | 74.                |
| 55                 | Rafał Majka (POL)                   | 12.                |
| 56                 | Gregor Mühlberger (AUT)             | DNF                |
| 57                 | Maximilian Schachmann (GER) (szosa) | 73.                |

| CCC Team CCC | CCC Team CCC             | CCC Team CCC |
| ------------ | ------------------------ | ------------ |
| Nr           | Kolarz                   | Miejsce      |
| 61           | Víctor de la Parte (ESP) | 47.          |
| 62           | Simon Geschke (GER)      | 84.          |
| 63           | Łukasz Owsian (POL)      | DNF          |
| 64           | Serge Pauwels (BEL)      | 85.          |
| 65           | Joseph Rosskopf (USA)    | 92.          |
| 66           | Laurens ten Dam (NED)    | 94.          |
| 67           | Riccardo Zoidl (AUT)     | 82.          |

| Cofidis, Solutions Crédits COF | Cofidis, Solutions Crédits COF | Cofidis, Solutions Crédits COF |
| ------------------------------ | ------------------------------ | ------------------------------ |
| Nr                             | Kolarz                         | Miejsce                        |
| 71                             | Nicolas Edet (FRA)             | 81.                            |
| 72                             | Natnael Berhane (ERI) (szosa)  | DNF                            |
| 73                             | Jesper Hansen (DEN)            | 75.                            |
| 74                             | José Herrada (ESP)             | 93.                            |
| 75                             | Luis Ángel Maté (ESP)          | DNF                            |
| 76                             | Anthony Perez (FRA)            | 57.                            |
| 77                             | Stéphane Rossetto (FRA)        | 44.                            |

| Deceuninck-Quick Step DQT | Deceuninck-Quick Step DQT | Deceuninck-Quick Step DQT |
| ------------------------- | ------------------------- | ------------------------- |
| Nr                        | Kolarz                    | Miejsce                   |
| 81                        | Philippe Gilbert (BEL)    | 54.                       |
| 82                        | Eros Capecchi (ITA)       | 83.                       |
| 83                        | Rémi Cavagna (FRA)        | 102.                      |
| 84                        | Bob Jungels (LUX) (szosa) | 52.                       |
| 85                        | James Knox (GBR)          | DNF                       |
| 86                        | Enric Mas (ESP)           | 13.                       |
| 87                        | Petr Vakoč (CZE)          | DNF                       |

| EF Education First EF1 | EF Education First EF1 | EF Education First EF1 |
| ---------------------- | ---------------------- | ---------------------- |
| Nr                     | Kolarz                 | Miejsce                |
| 91                     | Hugh Carthy (GBR)      | DNF                    |
| 92                     | Sean Bennett (USA)     | DNF                    |
| 93                     | Simon Clarke (AUS)     | 53.                    |
| 94                     | Sergio Higuita (COL)   | 76.                    |
| 95                     | Sep Vanmarcke (BEL)    | 108.                   |
| 96                     | Tanel Kangert (EST)    | 56.                    |
| 97                     | Michael Woods (CAN)    | 5.                     |

| Gazprom-RusVelo GAZ | Gazprom-RusVelo GAZ            | Gazprom-RusVelo GAZ |
| ------------------- | ------------------------------ | ------------------- |
| Nr                  | Kolarz                         | Miejsce             |
| 101                 | Aleksandr Własow (RUS) (szosa) | 107.                |
| 102                 | Nikołaj Czerkasow (RUS)        | 46.                 |
| 103                 | Artiom Nycz (RUS)              | DNF                 |
| 104                 | Piotr Rikunow (RUS)            | DNF                 |
| 105                 | Iwan Rowny (RUS)               | 41.                 |
| 107                 | Jewgienij Szałunow (RUS)       | DNF                 |

| Groupama-FDJ GFC | Groupama-FDJ GFC       | Groupama-FDJ GFC |
| ---------------- | ---------------------- | ---------------- |
| Nr               | Kolarz                 | Miejsce          |
| 111              | David Gaudu (FRA)      | 11.              |
| 112              | William Bonnet (FRA)   | DNF              |
| 113              | Valentin Madouas (FRA) | 97.              |
| 114              | Rudy Molard (FRA)      | 10.              |
| 115              | Steve Morabito (SUI)   | 90.              |
| 116              | Kilian Frankiny (SUI)  | 32.              |
| 117              | Anthony Roux (FRA)     | DNF              |

| Israel Cycling Academy ICA | Israel Cycling Academy ICA | Israel Cycling Academy ICA |
| -------------------------- | -------------------------- | -------------------------- |
| Nr                         | Kolarz                     | Miejsce                    |
| 121                        | Edwin Ávila (COL)          | DNF                        |
| 122                        | Awet Ghebremedhn (ERI)     | 100.                       |
| 123                        | Riccardo Minali (ITA)      | DNF                        |
| 124                        | Nathan Earle (AUS)         | 67.                        |
| 125                        | Omer Goldstein (ISR)       | DNF                        |
| 126                        | Kristian Sbaragli (ITA)    | 39.                        |
| 126                        | Rubén Plaza (ESP)          | DNF                        |

| Lotto-Soudal LTS | Lotto-Soudal LTS         | Lotto-Soudal LTS |
| ---------------- | ------------------------ | ---------------- |
| Nr               | Kolarz                   | Miejsce          |
| 131              | Tim Wellens (BEL)        | 29.              |
| 132              | Sander Armée (BEL)       | DNF              |
| 133              | Tiesj Benoot (BEL)       | 24.              |
| 134              | Tomasz Marczyński (POL)  | 71.              |
| 135              | Rémy Mertz (BEL)         | DNF              |
| 136              | Jelle Vanendert (BEL)    | DNF              |
| 137              | Carl Fredrik Hagen (NOR) | 72.              |

| Mitchelton-Scott MTS | Mitchelton-Scott MTS | Mitchelton-Scott MTS |
| -------------------- | -------------------- | -------------------- |
| Nr                   | Kolarz               | Miejsce              |
| 141                  | Esteban Chaves (COL) | 70.                  |
| 142                  | Tsgabu Grmay (ETH)   | DNF                  |
| 143                  | Jack Haig (AUS)      | 6.                   |
| 144                  | Damien Howson (AUS)  | DNF                  |
| 145                  | Mikel Nieve (ESP)    | 36.                  |
| 146                  | Matteo Trentin (ITA) | DNF                  |
| 147                  | Adam Yates (GBR)     | 15.                  |

| Movistar Team MOV | Movistar Team MOV                | Movistar Team MOV |
| ----------------- | -------------------------------- | ----------------- |
| Nr                | Kolarz                           | Miejsce           |
| 151               | Alejandro Valverde (ESP) (szosa) | 2.                |
| 152               | Carlos Betancur (COL)            | 51.               |
| 153               | Jaime Castrillo (ESP)            | DNF               |
| 154               | Rubén Fernández (ESP)            | 37.               |
| 155               | Mikel Landa (ESP)                | DNF               |
| 156               | Jasha Sütterlin (GER)            | DNF               |
| 157               | Carlos Verona (ESP)              | 68.               |

| Neri Sottoli-Selle Italia-KTM NSK | Neri Sottoli-Selle Italia-KTM NSK | Neri Sottoli-Selle Italia-KTM NSK |
| --------------------------------- | --------------------------------- | --------------------------------- |
| Nr                                | Kolarz                            | Miejsce                           |
| 161                               | Giovanni Visconti (ITA)           | 17.                               |
| 162                               | Francesco Manuel Bongiorno (ITA)  | 80.                               |
| 163                               | Lorenzo Fortunato (ITA)           | 87.                               |
| 164                               | Umberto Marengo (ITA)             | DNF                               |
| 165                               | Sebastian Schönberger (AUT)       | 66.                               |
| 166                               | Simone Velasco (ITA)              | 86.                               |
| 167                               | Edoardo Zardini (ITA)             | DNF                               |

| Dimension Data TDD | Dimension Data TDD            | Dimension Data TDD |
| ------------------ | ----------------------------- | ------------------ |
| Nr                 | Kolarz                        | Miejsce            |
| 171                | Roman Kreuziger (CZE)         | DNF                |
| 172                | Amanuel Ghebreigzabhier (ERI) | 25.                |
| 173                | Louis Meintjes (RSA)          | 99.                |
| 174                | Tom-Jelte Slagter (NED)       | DNF                |
| 175                | Michael Valgren (DEN)         | 40.                |
| 176                | Jacobus Venter (RSA)          | DNF                |
| 177                | Danilo Wyss (SUI)             | 91.                |

| Team Ineos INS | Team Ineos INS             | Team Ineos INS |
| -------------- | -------------------------- | -------------- |
| Nr             | Kolarz                     | Miejsce        |
| 181            | Egan Bernal (COL)          | 3.             |
| 182            | Jonathan Castroviejo (ESP) | DNF            |
| 183            | Iván Sosa (COL)            | 14.            |
| 184            | Tao Geoghegan Hart (GBR)   | 50.            |
| 185            | Gianni Moscon (ITA)        | 19.            |
| 186            | Salvatore Puccio (ITA)     | DNF            |
| 187            | Diego Rosa (ITA)           | DNF            |

| Team Jumbo-Visma TJV | Team Jumbo-Visma TJV    | Team Jumbo-Visma TJV |
| -------------------- | ----------------------- | -------------------- |
| Nr                   | Kolarz                  | Miejsce              |
| 191                  | Primož Roglič (SLO)     | 7.                   |
| 192                  | George Bennett (NZL)    | 35.                  |
| 193                  | Koen Bouwman (NED)      | DNF                  |
| 194                  | Robert Gesink (NED)     | 33.                  |
| 195                  | Steven Kruijswijk (NED) | DNF                  |
| 196                  | Sepp Kuss (USA)         | 34.                  |
| 197                  | Neilson Powless (USA)   | 62.                  |

| Katusha-Alpecin TKA | Katusha-Alpecin TKA    | Katusha-Alpecin TKA |
| ------------------- | ---------------------- | ------------------- |
| Nr                  | Kolarz                 | Miejsce             |
| 201                 | Ilnur Zakarin (RUS)    | DNF                 |
| 202                 | Enrico Battaglin (ITA) | 77.                 |
| 203                 | Steff Cras (BEL)       | 26.                 |
| 204                 | Matteo Fabbro (ITA)    | DNF                 |
| 205                 | José Gonçalves (POR)   | DNF                 |
| 206                 | Pawieł Koczetkow (RUS) | DNF                 |
| 207                 | Daniel Navarro (ESP)   | DNF                 |

| Team Sunweb SUN | Team Sunweb SUN       | Team Sunweb SUN |
| --------------- | --------------------- | --------------- |
| Nr              | Kolarz                | Miejsce         |
| 211             | Wilco Kelderman (NED) | 38.             |
| 212             | Jan Bakelants (BEL)   | 109.            |
| 213             | Chris Hamilton (AUS)  | 48.             |
| 214             | Jai Hindley (AUS)     | 31.             |
| 215             | Marc Hirschi (SUI)    | DNF             |
| 216             | Robert Power (AUS)    | DNF             |
| 217             | Michael Storer (AUS)  | 45.             |

| Trek-Segafredo TFS | Trek-Segafredo TFS         | Trek-Segafredo TFS |
| ------------------ | -------------------------- | ------------------ |
| Nr                 | Kolarz                     | Miejsce            |
| 221                | Bauke Mollema (NED)        | 1.                 |
| 222                | Peter Stetina (USA)        | DNF                |
| 223                | Gianluca Brambilla (ITA)   | 27.                |
| 224                | Giulio Ciccone (ITA)       | 22.                |
| 225                | Niklas Eg (DEN)            | 78.                |
| 226                | Michael Gogl (AUT)         | DNF                |
| 227                | Toms Skujiņš (LAT) (szosa) | 43.                |

| UAE Team Emirates UAD | UAE Team Emirates UAD | UAE Team Emirates UAD |
| --------------------- | --------------------- | --------------------- |
| Nr                    | Kolarz                | Miejsce               |
| 231                   | Diego Ulissi (ITA)    | 60.                   |
| 232                   | Rui Costa (POR)       | DNF                   |
| 233                   | Marco Marcato (ITA)   | 95.                   |
| 234                   | Daniel Martin (IRL)   | 18.                   |
| 235                   | Simone Petilli (ITA)  | 65.                   |
| 236                   | Jan Polanc (SLO)      | 79.                   |
| 237                   | Rory Sutherland (AUS) | 104.                  |

| Vital Concept-B&B Hotels VCB | Vital Concept-B&B Hotels VCB | Vital Concept-B&B Hotels VCB |
| ---------------------------- | ---------------------------- | ---------------------------- |
| Nr                           | Kolarz                       | Miejsce                      |
| 241                          | Pierre Rolland (FRA)         | 20.                          |
| 242                          | Maxime Cam (FRA)             | DNF                          |
| 243                          | Arnaud Courteille (FRA)      | 105.                         |
| 244                          | Cyril Gautier (FRA)          | 42.                          |
| 245                          | Justin Mottier (FRA)         | DNF                          |
| 246                          | Patrick Müller (SUI)         | 96.                          |
| 247                          | Quentin Pacher (FRA)         | DNF                          |

Legenda: DNF – nie ukończył, OTL – przekroczył limit czasu, DNS – nie wystartował, DSQ – zdyskwalifikowany.

## Klasyfikacja generalna
| \| Klasyfikacja generalna \| Klasyfikacja generalna \| Klasyfikacja generalna \| Klasyfikacja generalna \| Klasyfikacja generalna \| \| Kolarz \| Kolarz \| Państwo \| Drużyna \| Czas \| \| ---------------------- \| ---------------------- \| ---------------------- \| ----------------------------- \| ---------------------- \| \| 1. \| Bauke Mollema \| Holandia \| Trek-Segafredo \| 5h 52' 59" \| \| 2. \| Alejandro Valverde \| Hiszpania \| Movistar Team \| + 16" \| \| 3. \| Egan Bernal \| Kolumbia \| Team Ineos \| + 16" \| \| 4. \| Jakob Fuglsang \| Dania \| Astana \| + 16" \| \| 5. \| Michael Woods \| Kanada \| EF Education First \| + 34" \| \| 6. \| Jack Haig \| Australia \| Mitchelton-Scott \| + 34" \| \| 7. \| Primož Roglič \| Słowenia \| Team Jumbo-Visma \| + 34" \| \| 8. \| Emanuel Buchmann \| Niemcy \| Bora-Hansgrohe \| + 50" \| \| 9. \| Pierre Latour \| Francja \| AG2R La Mondiale \| + 50" \| \| 10. \| Rudy Molard \| Francja \| Groupama-FDJ \| + 50" \| \| 11. \| David Gaudu \| Francja \| Groupama-FDJ \| + 50" \| \| 12. \| Rafał Majka \| Polska \| Bora-Hansgrohe \| + 50" \| \| 13. \| Enric Mas \| Hiszpania \| Deceuninck-Quick Step \| + 50" \| \| 14. \| Iván Sosa \| Kolumbia \| Team Ineos \| + 50" \| \| 15. \| Adam Yates \| Wielka Brytania \| Mitchelton-Scott \| + 1' 57" \| \| 16. \| Gorka Izagirre \| Hiszpania \| Astana \| + 2' 08" \| \| 17. \| Giovanni Visconti \| Włochy \| Neri Sottoli-Selle Italia-KTM \| + 2' 08" \| \| 18. \| Daniel Martin \| Irlandia \| UAE Team Emirates \| + 2' 09" \| \| 19. \| Gianni Moscon \| Włochy \| Team Ineos \| + 2' 12" \| \| 20. \| Pierre Rolland \| Francja \| Vital Concept-B&B Hotels \| + 2' 30" \| |                    |                 |                               |            |
| |                    |                 |                               |            |
| Źródło: ProCyclingStats |                    |                 |                               |            |
| Klasyfikacja generalna |                    |                 |                               |            |
| Kolarz | Kolarz             | Państwo         | Drużyna                       | Czas       |
| 1. | Bauke Mollema      | Holandia        | Trek-Segafredo                | 5h 52' 59" |
| 2. | Alejandro Valverde | Hiszpania       | Movistar Team                 | + 16"      |
| 3. | Egan Bernal        | Kolumbia        | Team Ineos                    | + 16"      |
| 4. | Jakob Fuglsang     | Dania           | Astana                        | + 16"      |
| 5. | Michael Woods      | Kanada          | EF Education First            | + 34"      |
| 6. | Jack Haig          | Australia       | Mitchelton-Scott              | + 34"      |
| 7. | Primož Roglič      | Słowenia        | Team Jumbo-Visma              | + 34"      |
| 8. | Emanuel Buchmann   | Niemcy          | Bora-Hansgrohe                | + 50"      |
| 9. | Pierre Latour      | Francja         | AG2R La Mondiale              | + 50"      |
| 10. | Rudy Molard        | Francja         | Groupama-FDJ                  | + 50"      |
| 11. | David Gaudu        | Francja         | Groupama-FDJ                  | + 50"      |
| 12. | Rafał Majka        | Polska          | Bora-Hansgrohe                | + 50"      |
| 13. | Enric Mas          | Hiszpania       | Deceuninck-Quick Step         | + 50"      |
| 14. | Iván Sosa          | Kolumbia        | Team Ineos                    | + 50"      |
| 15. | Adam Yates         | Wielka Brytania | Mitchelton-Scott              | + 1' 57"   |
| 16. | Gorka Izagirre     | Hiszpania       | Astana                        | + 2' 08"   |
| 17. | Giovanni Visconti  | Włochy          | Neri Sottoli-Selle Italia-KTM | + 2' 08"   |
| 18. | Daniel Martin      | Irlandia        | UAE Team Emirates             | + 2' 09"   |
| 19. | Gianni Moscon      | Włochy          | Team Ineos                    | + 2' 12"   |
| 20. | Pierre Rolland     | Francja         | Vital Concept-B&B Hotels      | + 2' 30"   |